# Unije (Mali Lošinj)
Unije is een plaats in de gemeente Mali Lošinj in de Kroatische provincie Primorje-Gorski Kotar. De plaats telt 90 inwoners (2001).